# Tetragnatha eurychasma
Tetragnatha eurychasma är en spindelart som beskrevs av Gillespie 1992. Tetragnatha eurychasma ingår i släktet sträckkäkspindlar, och familjen käkspindlar. Inga underarter finns listade i Catalogue of Life.